# Голям качулат пингвин
Големият качулат пингвин (Eudyptes sclateri) е вид птица от семейство Пингвинови (Spheniscidae). Видът е застрашен от изчезване.

## Разпространение
Видът е разпространен в Нова Зеландия.